# Бернар IV (граф Мельгёя)

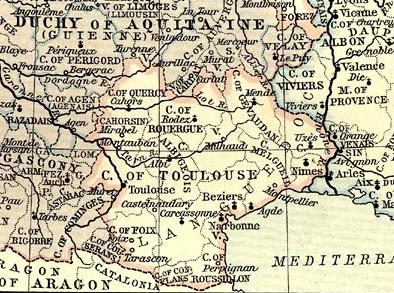
Графство Мельгёй на карте Тулузского графства, 1154

Бернар IV (Bernard IV de Melgueil) (ум. 1132) — граф Мельгёя с ок. 1120.
Сын Раймона II де Мельгёя и его жены Марии, чьё происхождение не выяснено.
Родился между 1090 и 1105 годами (в некоторых источниках указывается 1091 год).
В 1124—1125 гг. вёл феодальную войну со своим вассалом и родственником (братом жены) Гийлемом VI де Монпелье. Причиной конфликта стало строительство насыпи, изменившей русло реки Лез (Lez), в результате чего одна из мельниц на территории графства осталась без воды. Через несколько месяцев боевых действий при посредничестве папы, архиепископов Вьена и Таррагона, епископов Гренобля, Карпантра и Магеллона было заключено соглашение, восстановившее статус кво. Эта война, формально закончившаяся победой Бернара IV, тем не менее означала начало упадка графства Мельгёй и фактическую независимость сеньоров Монпелье.
В 1128 и 1130 годах Бернар IV заключил договора с Гийлемом VI де Монпелье, в которых в обмен на денежные ссуды в 13000 и 5000 су предоставил тому право контроля над чеканкой мелгёйльских монет с целью не допустить их порчи, и 3 денье с каждого ливра в счёт погашения долга. Условия этих договоров были подтверждены в 1132, 1135 и 1145-46 годах.
Бернар IV с 1120 года был женат на Гийлеметте, дочери Гийлема V де Монпелье. Их дочь Беатриса (1124—1190) как единственный ребёнок унаследовала графство Мельгёй.
В 1132 году Бернар IV умер, оставив малолетнюю Беатрису под совместную опеку тулузского графа Альфонса Иордана и Гильома VI де Монпелье (который приходился ей дядей). Было поставлено условие: если Беатриса умрет в течение ближайших шести лет, не выйдя замуж, графство Мельгёй отойдет к Альфонсу. Но Гильом де Монпелье втайне организовал помолвку и брак Беатрисы с Беренгером Раймундом, графом Прованса и сыном Рамона Беренгера III Барселонского, заклятого врага Альфонса.